# 三國同盟 (1717年)
三國同盟是指在1717年1月4日，荷蘭共和國尼德蘭三級會議、法蘭西王國攝政王奧爾良公爵菲利普二世和大不列顛王國國王喬治一世在海牙簽署的一項防禦條約，旨在對抗西班牙王國。這三個國家擔心西班牙成為超級大國，打破歐洲之間的權力平衡，並試圖維持1713年至1715年間《烏得勒支和約》的協議。結果這激怒西班牙和其他國家，並導致邊緣政策。1718年，在神聖羅馬皇帝查理六世即位後，三國同盟發展成為四國同盟。

## 外部連結
- French and German text of the treaty （页面存档备份，存于）